# Giovanni Battista Ghersi
Giovanni Battista Ghersi (Forlì, 9 settembre 1861 – Reggio Emilia, 27 novembre 1944) è stato un militare e politico italiano.

## Biografia
Giovanni Ghersi, 6º Comandante Generale del Corpo, frequentò l'Accademia militare di Modena e nel 1881 ne uscì col grado di sottotenente.
Fu successivamente presso i reggimenti di fanteria 25°, 81°, 92°, 26°, 71° e 60°. Dopo aver preso parte, con il grado di capitano, alla campagna d'Africa nel 1895-1896, da tenente colonnello partecipò al conflitto italo-turco nel 1911-1912 nel 50º reggimento fanteria. Iniziò la prima guerra mondiale come colonnello alla testa del 76º reggimento fanteria e comandò la brigata Aosta, la 55ª divisione, il VII e il V corpo d'armata.
Fu anche comandante del XXVIII Corpo d'Armata, della Zona militare di Trento e del Corpo d'Armata di Verona e ricoprì la carica di Ispettore Centrale per la alienazione dei materiali residuati dalla guerra.
Il 2 febbraio 1923 assunse il Comando della Regia Guardia di Finanza, che tenne fino all'8 settembre 1927, dedicandosi al completamento e alla sistemazione degli Istituti d'Istruzione: in questo periodo infatti furono istituite la Scuola di Applicazione per Polizia Tributaria Investigativa, la Scuola Allievi Sottufficiali di Caserta e la Scuola Nautica di Pola e fu trasferita a Roma la Scuola Allievi Ufficiali.
Fu collocato a riposo nel settembre 1927 per raggiungimento di età. Nel 1933 fu nominato Senatore del Regno. Poco prima di morire fu deferito alla Alta corte di giustizia per le sanzioni contro il fascismo per aver contribuito al mantenimento del fascismo e resa possibile la guerra.